# Савонов Григорій Мусійович

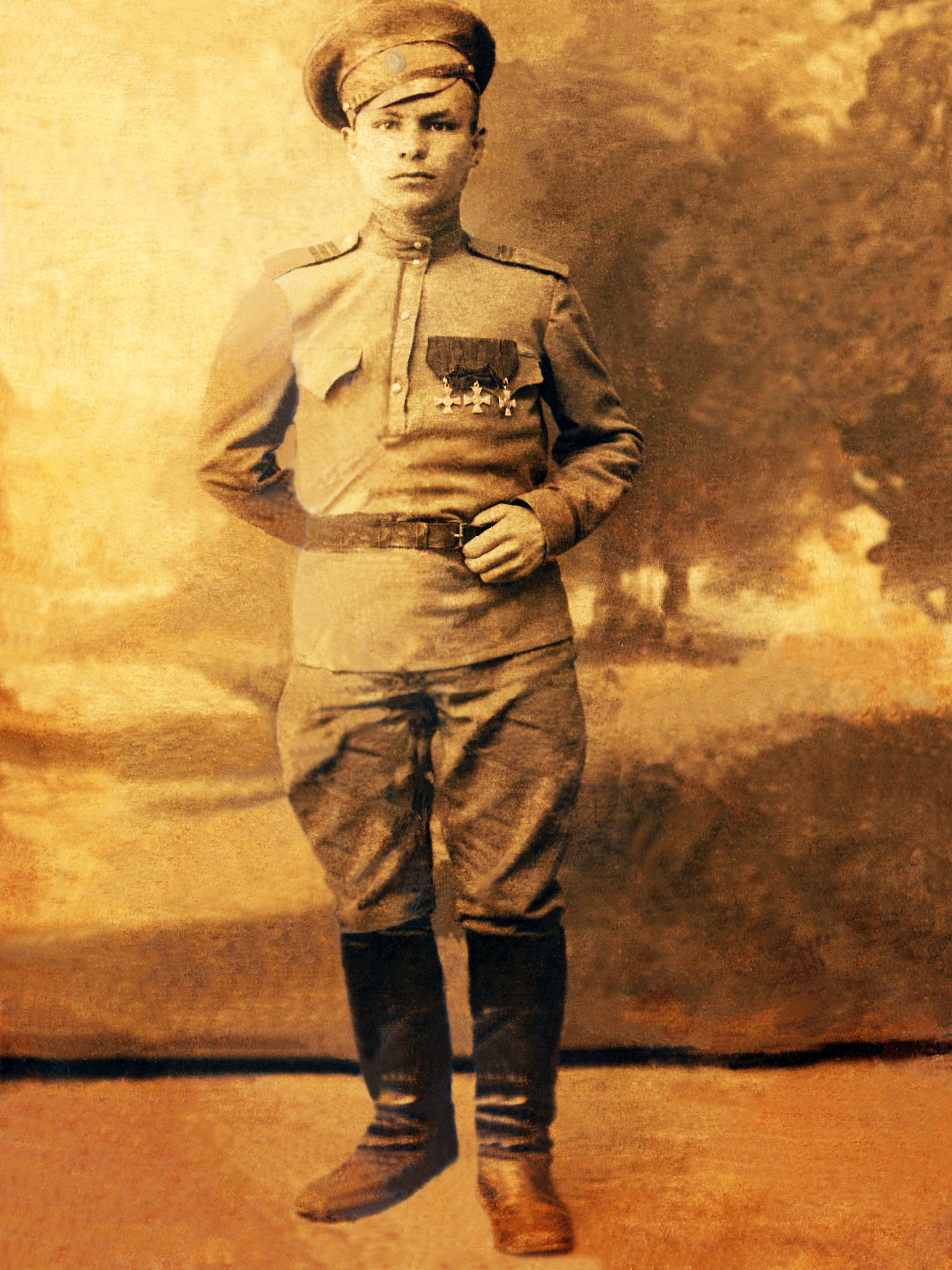
Старший унтерофіцер Григорій Савон

Григо́рій Мусі́йович Савон (зросійщений і більш відомий варіант призвища — Савонов; 27 жовтня (9 листопада) 1898, Цареборисів, Ізюмський повіт, Харківська губернія)  — український військовий діяч. Організував збройну боротьбу проти встановлення Радянської влади в Україні у 1918—1922 роках.

## Біографія
Батьки — селянин Мусій Никифорович Савон та його дружина Анастасія Гаврилівна Савон. Хрестили Григорія в Миколаївській церкві Цареборисова в день його народження. В сім'ї було чотири сина і одна донька.

### Дитинство
Навчався в трикласній початковій школі, але не закінчив. Григорій був обдарованою і пристрасною натурою. На шкільному портреті царя, він виколов очі, через що його вигнали зі школи і не дали закінчити останній рік навчань. Серед ровесників і старших парубків він завжди був лідером. Сам малого зросту, але непомірно був сильним. Потім поневіряння по наймах, навчання фаху у кравця.

### Перша світова війна
Як тільки виповнилося Григорію 18 років він звертається до Ізюмського предводителя дворянства з заявою, щоб його взяли на фронт добровольцем. Брали на війну чоловіків в віці від 21 до 43 років, а добровольців з 18 до 30 років. Добровольці називались «охотниками», тобто охочі. Спочатку було навчання військовій справі в Балаклії, потім фронт. 1917 рік Григорій починав вже в унтерофіцерському чині підпрапорщика. А за Тимчасового уряду, за бойові заслуги підвищено до оберофіцерського звання — прапорщика. За бойові заслуги був нагороджений чотирма Георгіївськими хрестами та двома медалями. Останній хрест цінувався в солдатському середовищі, бо вручався за «приговором роти» з врахуванням думки військовослужбовців роти. Хрест мав додаткову лаврову гілочку.

### Визвольні змагання
Воєнний комендант за часів Центральної Ради та Гетьманату, командир полку й воєнний комісар повіту в червоних, командир 4-го піхотного полку, але вже в армії Нестора Махна.
Влітку 1917 року при створенні українських національних частин Григорій свідомо вступає до їх лав. Восени стає офіцером військ Центральної Ради в звані поручика. Восени демобілізується й отримує службове призначення бути воєнним комісаром Цареборисова (нині Оскіл). Український лівий есер. Незважаючи на свою високу посаду, включається в боротьбу проти поміщицької сваволі, підтриманої гетьманом Скоропадським. Очолює й озброює стихійне селянське повстання. 16 листопада 1918 року повстання отримує поразку. Озброєна частина загону переходить до Теплянськогг лісу (зараз у Краматорському районі) з метою подальшого ведення партизанських дій проти влади Гетьмана. З приходом Червоної армії Григорій Савон займає посаду воєнкома Ізюмщини. Пізніше Григорій із частиною свого війська, понад 500 бійців, знову йде у Теплінський ліс партизанити проти більшовиків.
Загін Савонівців боронив місцеве селянство від більшовицької продрозверстки та голоду, який вона несла.
Секретні чекістські документи, призначені для внутрішнього інформування вищої комуністичної ієрархії, досить докладно характеризують повстанський рух (бандитизм, за їхньою термінологією) в Ізюмському та Слов'янському повітах: 
"Бандитизм має не просто форму грабежу й особистої наживи, а ціль політичного характеру, який виявляється в тому, щоб руйнувати залізничні, телефонні й телеграфні мережі, знищувати совєтський апарат сіл…  Отамани бандитів походять переважно з трудових верств. Наприклад, Савонов (Савон), який оточує себе ображеними. «Вони вимагають вільні Ради й здебільшого іменують себе ідейними назвами Повстанські»… Бандити організовані в бойові одиниці, мають сильний зв'язок з місцевостями, розташованими навколо Теплінського та инших лісів. Ведуть широку пропаганду серед селянства про повне припинення виконання розверстки, воєнних, трудових та инших повинностей, а також висувають цілий ряд вимог за свободу друку й категоричну вимогу знищення комуністичної партії більшовиків, для чого висунули гасло, яке дуже популярне серед селян «Бий жидів і комуністів!», з величезним забарвленням націоналізму та звільненням «від Московщини»…    

«Характерним є те, що бандити забороняють будь-що вимагати від селян або самовільно брати. Бандитам категорично пропонується звертатися до селян з проханням про відпуск [для них] тих чи інших харчів або для переховування їх від красних військ».
Окупанти звинувачували Савонова і в «русофобських нахилах» та «знищенні комісарів і жидів». Звертали увагу на те, що отаман «особливо жорстоко карав червоноармійців-великоросів й агентів Радвлади, які потрапляли йому до рук», проте гуманно відносився до  полонених рядових червоноармійців українців, відпускаючи їх обеззброєними додому.  

Товариш дитинства, генерал радянської армії Іщенко в своїх мемуарах згадував боротьбу Савона з сарказмом: 
«Савонов выступал под националистическим флагом» (рос.)
Савон виступав під націоналістичним стягом  (жовто-блакитним українським прапором)
Місця поховань савонівців та самого отамана стерті з обличчя землі комуністичною владою.